# مایکل رایت (دوچرخه‌سوار)
مایکل رایت (انگلیسی: Michael Wright؛ زادهٔ ۲۵ مارس ۱۹۴۱) دوچرخه‌سوار اهل بریتانیا است. وی در مسابقات تور دو فرانس شرکت کرده است.